# Michael Kidd
Michael Kidd (New York, 12 augustus 1915 – Los Angeles, 23 december 2007) was een Amerikaans choreograaf, regisseur, danser en acteur in musicals en films.

## Biografie

### Jeugd en studie
Kidd werd geboren als Milton Greenwald, als zoon van de Joodse immigrant Abraham Greenwald en diens vrouw Lilian. De bronnen zijn onzeker of Kidd werd geboren in 1915 of 1919. De familie Greenwald verhuisde naar Brooklyn waar Michael de New Utrecht High school bezocht. Nadat hij een moderne dansvoorstelling had gezien raakte Kidd geïnteresseerd in dans en volgde een dansopleiding bij choreograaf Blanche Evan, een pionier in moderne dans. Omdat een danscarrière nog erg onzeker was, volgde hij van 1936 tot en met juni 1937 een opleiding in scheikunde aan het City College of New York. Hij verliet het College nadat hij een beurs had gekregen voor de School of American Ballet.
Al snel debuteerde Kidd in 1937 in een voorstelling van The Eternal Road en maakte een tournee met het American Ballet.

### Danser en choreograaf
Na zijn naam te hebben gewijzigd van Milton Greenwald in Michael Kidd werd hij solist bij het American Ballet en danste rollen als Billy the Kid en Blauwbaard. Hij danste de uitdagende choreografieën van Agnes de Mille en Jerome Robbins, voordat hij in 1942 zelf begon the choreograferen. Zin eerste choreografie was On Stage!. Na de Tweede Wereldoorlog maakte Kidd de overstap naar Broadway waar hij de choreografie ging doen van musicals als Finian's Rainbow (1947), Guys and Dolls (1951), Can-Can (1953), Li'l Abner (1957) and Destry Rides Again (1959). Ook Hollywood trok: Kidd was verantwoordelijk voor de choreografie van onder andere The Band Wagon (1953), Seven Brides for Seven Brothers (1954), Star! (1968), en Hello, Dolly! (1969). Als danser was hij nauwelijks te zien in  films, een van de uitzonderingen is It's Always Fair Weather (1955), waar hij samen met Gene Kelly en Dan Dailey onder andere een spectaculaire dans doet met het deksel van een vuilnisbak aan één voet.

### Pensionering en dood
Kidd bleef tot begin jaren zeventig actief als choreograaf/regisseur/acteur. Hij acteerde nog in 1989 in de film Skin Deep en zou zich na 1973 nog incidenteel bezighouden met choreografie, bijvoorbeeld The Music Man (1980) of The Goodbye Girl uit 1993 waarvoor hij nog een nominatie voor een Tony Award voor de regie kreeg. In 2007 overleed hij op 92-jarige leeftijd in zijn huis in Los Angeles aan kanker. Hoewel hij nooit een grote filmprijs won (er is geen Academy Award in de categorie Choreografie) won hij wel vijf keer de Tony Award voor zijn bijdragen aan Broadwaymusicals. In 1996 kreeg hij een ere-Oscar als erkenning voor zijn dienstverlening aan de danskunst in de filmkunst.

## Stijl
Kidd stond bekend om zijn spectaculaire choreografieën, waarbij het leek alsof er geen sprake meer was van een dans. Een voorbeeld is de choreografie voor de scène uit Seven Brides for Seven Brothers, waarin een schuur moet worden opgebouwd. Halverwege het project krijgen de bouwers ruzie en bevechten elkaar. Kidd gebruikte de in aanbouw zijnde schuur voor een dansgevecht waarbij de dansers/acteurs letterlijk van beneden naar boven springen en weer terug. In Hello Dolly! liet Kidd de kelners van de Harmonia Gardens vergelijkbare acrobatische toeren uithalen. Wat meer ingetogen, maar niet minder sprankelend was de dans die Kidd choreografeerde voor The Band Wagon waarbij Cyd Charisse en Fred Astaire door Central Park lijken te zweven. Het zijn de drie hoogtepunten uit de Hollywoodcarrière van Kidd.

## Werk

### Balletten
- Filling Station (1939) (danser)
- Billy the Kid (1939) (danser)
- Pocahontas (1939) (danser)
- Billy the Kid (1942) (herhaling) (regisseur en danser)
- Interplay (1945) (danser)
- Fancy Free (1946) (danser)

### Musicals op Broadway
- Finian's Rainbow (1947) (choreografie)
- Hold It! (1948) (choreografie)
- Love Life (1948) (choreografie)
- Arms and the Girl (1950) (choreografie)
- Guys and Dolls (1950) (choreografie)
- Can-Can (1953) (choreografie)
- Li'l Abner (1956) (regie, choreografie)
- Destry Rides Again (1959) regie, choreografie)
- Wildcat (1960) (regie, choreografie)
- Subways Are For Sleeping (1961) (regie en choreografie)
- Here's Love (1963) (choreografie)
- Ben Franklin in Paris (1964) regie, choreografie)
- Skyscraper (1965) (choreografie)
- Breakfast at Tiffany's (1966) (nooit uitgebracht) (choreografie)
- The Rothschilds (1970) (regie, choreografie)
- Cyrano (1973) (regie, choreografie)
- The Music Man (1980) (regie, choreografie)
- The Goodbye Girl (1993) (regie) Tony Award Nomination for Best Direction of a Musical

### Films
- Another Dawn (1937) (choreograaf)
- Charley's Aunt (1952) (choreograaf)
- The Band Wagon (1953) (choreograaf)
- Knock on Wood (1954) (choreograaf)
- Seven Brides for Seven Brothers (1954) (choreograaf)
- Guys and Dolls (1955) (choreograaf)
- It's Always Fair Weather (choreograaf, danser en acteur)
- Merry Andrew (1958) (choreograaf)
- Li"l Abner (1959) (choreograaf)
- Star! (1968) (choreograaf)
- Hello, Dolly! (1969) (choreograaf)
- Movie Movie (1978) (choreograaf)
- Skin Deep (1989) (acteur)

### Televisie
- Peter Pan (1976) (arrangeur)
- Actor (1978) (choreograaf)
- Baryshnikov in Hollywood (1982) (choreograaf)

## Prijzen en nominaties
- Tony Award voor Beste Choreografie voor Finian's Rainbow (1947)
- Tony Award voor Beste Choreografie voor Guys and Dolls (1950)
- Tony Award voor Beste Choreografie voor Can-Can (1953)
- Tony Award voor Beste Choreografie voor Li'l Abner (1956)
- Nominatie voor een Tony Award voor Beste regie voor Destry Rides Again  (1959)
- Tony Award voor Beste Choreografie voor Destry Rides Again (1959)
- Nominatie voor een Tony Award voor Beste choreografie voor Sunways Are For Sleeping (1961)
- Nominatie voor een Tony Award voor Beste choreografie voor Skycraper (1965)
- Ere-Academy Award voor zijn bijdragen aan de danskunst in de filmkunst (1966)
- Nominatie voor een Tony Award voor Beste choreografie voor The Rothschilds (1970)
- Nominatie voor een Tony Award voor Beste regie voor The Rothschilds (1970)
- Nominatie voor een Tony Award voor Beste regie voor The Goodbye Girl (1993)

- Bibsys: 3074631
- Biblioteca Nacional de España: XX4762018
- Bibliothèque nationale de France: cb13940269g (data)
- Gemeinsame Normdatei: 134174976
- International Standard Name Identifier: 0000 0001 1827 9458
- Library of Congress Control Number: n87860206
- Nationale Bibliotheek van Tsjechië: xx0276947
- Nationale Bibliotheek van Israël: 987011662350305171
- SNAC: w6pn97g5
- Système universitaire de documentation: 158938119
- Virtual International Authority File: 100316844
- WorldCat: E39PBJktrGvcHrbpbvWKKcbrv3